# Danijel Rebolj
Danijel Rebolj, slovenski inženir gradbeništva, informatik in nekdanji rektor Univerze v Mariboru, * 27. avgust 1956, Maribor.
Po zaključku šolanja na II. gimnaziji v Mariboru, je leta 1982 diplomiral iz gradbeništva in leta 1989 magistriral iz računalništva in informatike na Univerzi v Mariboru. Na Tehniški univerzi v Gradcu je doktoriral leta 1993 iz gradbene informatike.  
Na Univerzi v Mariboru je zaposlen od leta 1979, sprva kot asistent, nato kot profesor za gradbeno in prometno informatiko na Fakulteti za gradbeništvo. Več let je vodil Katedro za gradbeno in prometno informatiko ter Laboratorij za gradbeno informatiko na omenjeni fakulteti.
Med letoma 2011 in 2015 je bil sedmi rektor Univerze v Mariboru. Na rektorskih volitvah leta 2015 se ni uvrstil v drugi krog, tako da je njegov naslednik postal dr. Igor Tičar.